# Henry Chettle
Henry Chettle (c. 1564 – c. 1606) è stato un drammaturgo e scrittore inglese.

## Biografia
Figlio del tintore londinese Robert Chettle, si avvicinò al panorama letterario elisabettiano inizialmente in veste di tipografo, in associazione con William Hoskins e John Danter. Nel 1592 fu accusato di aver scritto il trattato The Groat's-Worth of Wit fingendosi il defunto Robert Greene, accusa da cui Chettle si difese nelle pagine di Kind Heart's Dream.
Fu un prolifico drammaturgo e apprezzato commediografo (nel 1598 Francis Meres lo descrisse come uno dei migliori autori di commedie), anche se la gran parte delle sue opere (quasi una cinquantina) fu scritta in collaborazione con altri autori, tra cui Thomas Dekker, Michael Drayton, Anthony Munday, Robert Wilson, Thomas Heywood e Ben Jonson. Philip Henslowe lo cita spesso nel suo diario, lasciando abbondanti tracce dei suoi contribuiti teatrali per la compagnia degli Admiral's Men, anche se solo una della dozzina di opere che scrisse da solo fu stampata, mentre le altre andarono perdute: The Tragedy of Hoffman, scritta nel 1602, sarebbe stata stampata postuma nel 1631. I critici letterari attribuiscono a lui e Munday la tragedia (o dramma storico) Sir Tommaso Moro, nota per il probabile coinvolgimento di William Shakespeare.
Morì prima del 1607, quando Dekker, nella sua opera Knight's Conjurer, lo ricorda per essersi unito ai poeti nei Campi Elisi.